# Johann Sinapius

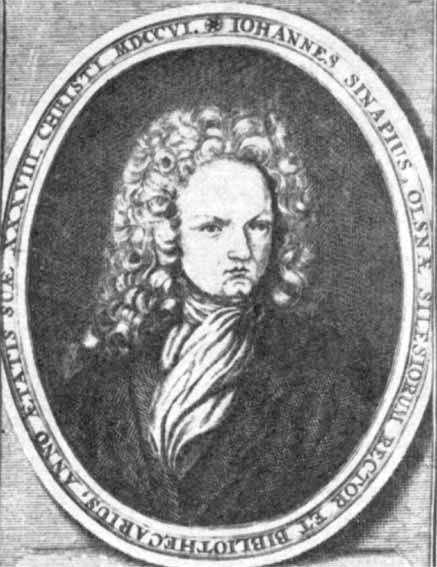
Johann Sinapius der Jüngere

Johann Sinapius  oder Johannes Sinapius (* 11. September 1657 in Bad Liptsch, Komitat Liptau, Königreich Ungarn; † 5. Oktober 1725 in Liegnitz, Fürstentum Liegnitz) war ein deutscher Historiker und Genealoge.

## Leben und Werk
Sinapius stammte aus einer ursprünglich schlesischen, später nach der damals ungarischen Slowakei ausgewanderten Pastorenfamilie. Er studierte in Leipzig und erhielt 1692 eine Anstellung als Prorektor und Bibliothekar am fürstlichen Oelser Gymnasium. 1700 wurde er zum Rektor und Erzieher der Oelser Herzogssöhne ernannt. Im Jahr 1707 folgte er der Berufung als Rektor am Vereinigten Gymnasium zu Liegnitz, als welcher er bis zu seinem plötzlichen Tode im Jahr 1725 wirkte.
Er hinterließ zwei große Werke, die zweibändige Olsnographia, Beschreibung des Fürstentums Oels (Leipzig und Frankfurt 1707) und zwei Bände der Schlesischen Curiositäten (hrsg. von Rohrlach), die sehr lange als Grundlage der schlesischen genealogischen Forschung dienten:
Schlesischer Curiositäten erste Vorstellung (Leipzig 1720) und das postum herausgegebene Buch Des Schlesischen Adels anderer Theil oder Fortsetzung Schlesischer Curiositäten (Leipzig 1728). Die beiden sehr sorgfältig, durch genaues Studium der Quellen (die er in der Vorrede aufzählt) ausgearbeiteten Bücher boten eine bis dahin noch nie gesehene Fülle von Nachrichten.
Johann Sinapius war seit 1694 mit Maria Elisabeth Titz aus Oels verheiratet, die 1755 starb.

## Werke
- Olsnographia, Oder Eigentliche Beschreibung Des Oelßnischen Fürstenthums In Nieder-Schlesien, Band 1, Leipzig und Frankfurt 1707, Volltext in der Google-Buchsuche. Band 2, Leipzig 1706, Volltext in der Google-Buchsuche
- Schlesischer Curiositäten Erste Vorstellung, Darinnen die ansehnlichen Geschlechter Des Schlesischen Adels, Leipzig 1720, Digitale Bibliothek Oppeln, Volltext in der Google-Buchsuche
- Des Schlesischen Adels Anderer Theil Oder Fortsetzung Schlesischer Curiositäten, Leipzig und Breslau 1728, Volltext in der Google-Buchsuche
- Schlesischer Curiositäten Fortsetzung.  Leipzig und Breslau 1728 (Digitalisat).